# 가장 많이 팔린 비디오 게임 목록
이 목록은 비디오 게임 시리즈 중 가장 많이 팔린 비디오 게임들을 모아놓은 표이다. 
다음은 전 세계적으로 가장 많은 수의 소프트웨어 유닛을 판매한 비디오 게임 목록이다. 현재까지 가장 많이 팔린 비디오 게임은 2009년 5월 Mojang이 광범위한 PC, 모바일, 콘솔 플랫폼용으로 출시한 샌드박스 게임인 마인크래프트로, 모든 플랫폼에서 3억 장 이상이 판매되었다. GTA V와 EA의 테트리스는 1억 장 이상 판매된 유일한 비디오 게임으로 알려져 있다. 단일 플랫폼에서 가장 많이 팔린 게임은 Wii 스포츠로, 거의 8천 3백만 대의 Wii 콘솔 판매량을 기록했다.
이 목록에서 가장 많이 팔린 50개의 비디오 게임들 중에서, 상위 10개 중 4개를 포함하여, 절반 이상이 닌텐도에 의해 개발되거나 배급되었다. 상위 50위 안에 여러 개의 출품작이 있는 다른 출판사로는 Activision과 록스타 게임스가 각각 5개의 게임을, EA가 3개의 게임을, 남코 반다이가 2개의 게임을 포함한다. 닌텐도 EAD는 상위 50위 안에 13개의 타이틀로 가장 많은 게임을 보유한 개발사이며, 게임 프리크가 6개의 포켓몬 게임으로 그 뒤를 잇고 있다. 상위 50위 안에 든 가장 오래된 게임은 1980년 5월에 출시된 팩맨이며, 가장 최근의 게임은 애니멀 크로싱이다: 2020년 3월에 출시된 뉴 호라이즌스.
계정, 구독, 무료로 플레이할 수 있는 게임과 같이 공식적인 판매 수치 대신 플레이어 수에 의해 보고된 게임들은 플레이어 수에 따라 가장 많이 플레이되는 비디오 게임 목록에 포함된다.

## 모든 플랫폼

### 멀티 플랫폼
| 제목                              | 출시년도 | 게임 시스템           | 판매량      |
| --------------------------------- | -------- | --------------------- | ----------- |
| 마인크래프트                      | 2011     | 크로스 플랫폼         | 3.5억       |
| 그랜드 테프트 오토 V              | 2013     | 크로스 플랫폼         | 2억         |
| 테트리스(EA)                      | 1988     | 크로스 플랫폼         | 1억         |
| Wii 스포츠                        | 2006     | Wii                   | 8290만      |
| 마리오 카트 8 / 디럭스            | 2014     | Wii U / 닌텐도 스위치 | 7581만      |
| 배틀그라운드                      | 2017     | 크로스 플랫폼         | 7500만      |
| 레드 데드 리뎀션 2                | 2018     | 크로스 플랫폼         | 7000만      |
| 디아블로 III                      | 2012     | 크로스 플랫폼         | 6500만      |
| 엘더스크롤 V: 스카이림            | 2011     | 크로스 플랫폼         | 6000만      |
| 슈퍼 마리오브라더스               | 1985     | 패밀리 컴퓨터         | 5800 만     |
| 모여봐요 동물의 숲                | 2020     | 닌텐도 스위치         | 4744만      |
| 마리오 카트 Wii                   | 2008     | Wii                   | 3738 만     |
| 슈퍼 스매시 브라더스 얼티밋       | 2018     | 닌텐도 스위치         | 3588만      |
| 테트리스                          | 1989     | 게임보이              | 3500 만     |
| Wii 스포츠 리조트                 | 2009     | Wii                   | 3314 만     |
| 젤다의 전설 브레스 오브 더 와일드 | 2017     | Wii U / 닌텐도 스위치 | 3262만      |
| 뉴 슈퍼 마리오브라더스            | 2006     | 닌텐도 DS             | 3079 만     |
| 테라리아                          | 2011     | 크로스 플랫폼         | 3030 만     |
| 뉴 슈퍼 마리오브라더스 Wii        | 2009     | Wii                   | 3030 만     |
| 젤다의 전설 브레스 오브 더 와일드 | 2017     | Wii U / 닌텐도 스위치 | 3262만      |
| 사이버펑크 2077                   | 2020     | 크로스 플랫폼         | 3000만      |
| Duck Hunt                         | 1984     | 패밀리 컴퓨터         | 2830 만     |
| Wii Play                          | 2006     | Wii                   | 2802 만     |
| 그랜드 테프트 오토: 산 안드레아스 | 2004     | 크로스 플랫폼         | 2750만      |
| 콜 오브 듀티: 모던 워페어 3       | 2011     | 크로스 플랫폼         | 2650 만     |
| 포켓몬스터 소드 · 실드            | 2019     | 닌텐도 스위치         | 2660만      |
| 포켓몬스터 스칼렛 · 바이올렛      | 2022     | 닌텐도 스위치         | 2638만      |
| 콜 오브 듀티: 블랙 옵스           | 2010     | 크로스 플랫폼         | 2620 만     |
| 그랜드 테프트 오토 IV             | 2008     | 크로스 플랫폼         | 2500 만     |
| 콜 오브 듀티: 블랙 옵스 2         | 2012     | 크로스 플랫폼         | 2420 만     |
| Kinect Adventures!                | 2010     | 엑스박스 360          | 2400 만     |
| FIFA 18                           | 2017     | 크로스 플랫폼         | 2400만      |
| 닌텐독스                          | 2005     | 닌텐도 DS             | 2396 만     |
| 포켓몬스터 레드 · 그린 · 블루     | 1996     | 게임보이              | 2364만      |
| 마리오 카트DS                     | 2005     | 닌텐도 DS             | 2359만      |
| 포켓몬스터 금 · 은                | 1999     | 게임보이 컬러         | 2300 만     |
| Wii Fit                           | 2007     | Wii                   | 2267만      |
| 콜 오브 듀티: 모던 워페어 2       | 2009     | 크로스 플랫폼         | 2200-2900만 |
| Wii Fit 플러스                    | 2009     | Wii                   | 2111만      |
| 젤다의 전설 티어스 오브 더 킹덤   | 2023     | 닌텐도 스위치         | 2104만      |
| 슈퍼 마리오 파티                  | 2018     | 닌텐도 스위치         | 2098만      |
| 배틀필드 3                        | 2011     | 크로스 플랫폼         | 2000만      |
| 그랜드 테프트 오토: 바이스 시티   | 2002     | 크로스 플랫폼         | 2000만      |
| 심즈 2                            | 2004     | 크로스 플랫폼         | 2000만      |
| The Last of Us                    | 2013     | PS3 / PS4             | 2000만      |
| 매일매일 DS 두뇌 트레이닝         | 2005     | 닌텐도 DS             | 1901만      |
| Call of Duty: Ghosts              | 2013     | 크로스 플랫폼         | 1900만      |
| 마리오 카트 7                     | 2011     | 닌텐도 3DS            | 1871만      |
| 슈퍼 마리오 랜드                  | 1989     | 게임보이              | 1806만      |
| 뉴 슈퍼 마리오브라더스 U 디럭스   | 2019     | 닌텐도 스위치         | 1777만      |
| 포켓몬스터 다이아몬드 · 펄        | 2006     | 닌텐도 DS             | 1763만      |
| 그랜드 테프트 오토 III            | 2001     | 크로스 플랫폼         | 1733만      |
| 슈퍼 마리오브라더스 3             | 1988     | 패밀리 컴퓨터         | 1700만      |
| 포켓몬스터 X · Y                  | 2013     | 닌텐도 3DS            | 1645만      |
| 포켓몬스터 루비 · 사파이어        | 2002     | 게임보이 어드밴스     | 1622만      |
| 포켓몬스터 썬 · 문                | 2016     | 닌텐도 3DS            | 1618만      |
| 니드 포 스피드                    | 2005     | 크로스 플랫폼         | 1600만      |
| 심즈                              | 2000     | 크로스 플랫폼         | 1600만      |
| Call of Duty 4: Modern Warfare    | 2007     | 크로스 플랫폼         | 1570만      |
| Call of Duty: World at War        | 2008     | 크로스 플랫폼         | 1570만      |
| 포켓몬스터 블랙 · 화이트          | 2010     | 닌텐도 DS             | 1560 만     |
| 레밍스                            | 1991     | 아미가                | 1500만      |
| 소닉 더 헤지호그                  | 1991     | 세가 제네시스         | 1500만      |

## 같이 보기
- 가장 많이 팔린 PC 게임 목록
- 미디어 프랜차이즈 수익순 목록

## 참고
1. ↑  All sale figures for the all platforms lists are taken from the other lists unless otherwise noted.